# Pierre Biarnès
Pour les articles homonymes, voir Biarnès.
Pierre Biarnès, né le 17 janvier 1932 à Tulette (Drôme) et mort le 18 juillet 2022, à Vaison-la-Romaine (Vaucluse), est un journaliste et homme politique français, membre du Parti socialiste puis du Mouvement républicain et citoyen, ancien sénateur et membre du groupe ADFE à l'Assemblée des Français de l'étranger.

## Biographie
Journaliste de profession, il est de 1962 à 1985 le correspondant Afrique du journal Le Monde et est installé à Dakar. Délégué des Français du Sénégal au Conseil supérieur des Français de l'étranger, il est élu sénateur des Français établis hors de France le 24 septembre 1989, et réélu le 27 septembre 1998 sous l'étiquette socialiste. Membre du Parti socialiste (PS) depuis 1966, Pierre Biarnès le quitte en 2001, profondément déçu du « désintérêt total du gouvernement de Lionel Jospin pour [ses] deux millions de compatriotes vivant à l'étranger et pour leurs difficultés, très souvent considérables ». En 2002, il prend position en faveur de Jean-Pierre Chevènement à l'élection présidentielle et rejoint le Pôle républicain, puis le Mouvement républicain et citoyen. Il ne se représente pas aux élections sénatoriales de 2008.
Il est par ailleurs franc-maçon, et officier de la Légion d'honneur.

## Publications
- L'Afrique aux Africains : 20 ans d'indépendance en Afrique noire francophone, Armand Colin, 1980
  - réédition numérique FeniXX en 2019
- Le XXIe siècle ne sera pas américain, éditions du Rocher, 1998,  (ISBN 978-2-268-02977-1)
- Les États-Unis et le reste du monde : Les Chemins de la haine (Chroniques de la dernière décennie), (préface de François Thual), L'Harmattan, 2002,  (ISBN 978-2-7475-2150-5)
- Pour l'Empire du monde : Les Américains aux frontières de la Russie et de la Chine, Ellipses, 2003   (ISBN 978-2-7298-1732-9)
- La Fin des cacahouètes (Graveurs de Mémoire), L'Harmattan, 2005  (ISBN 978-2-7475-9266-6)
- Une enfance provençale, L'Harmattan, 2007,  (ISBN 978-2-2960-3321-4)
- Si tu vois le margouillat : Souvenirs d'Afrique, L'Harmattan, 2012  (ISBN 978-2-2960-3320-7)
- La Route de la Soie : Une histoire géopolitique (préface de François Thual), Ellipses, 2008  (ISBN 978-2-7298-3791-4)
  - 2e édition (coll. Ellipse Poche), 2014  (ISBN 978-2-7298-8597-7)